# Mount Ferranto
Mount Ferranto ist ein 803 m hoher Berg in den Ford Ranges im westantarktischen Marie-Byrd-Land. Er bildet den äußersten südwestlichen Ausläufer des Hauptmassivs der Fosdick Mountains. 
Entdeckt wurde er während eines zwischen November und Dezember 1934 unternommenen Marsches bei der zweiten Antarktisexpedition (1933–1935) unter der Leitung des US-amerikanischen Polarforschers Richard Evelyn Byrd. Benannt ist er nach Felix Ferranto (1911–2002), Funker und Zugmaschinenführer des United States Antarctic Service von 1939 bis 1941.